# Столбовское сельское поселение (Крым)
Столбовское се́льское поселе́ние (укр. Стовпівське сільське поселення, крымскотат. Столбовое кой юрту, Къурувлы кой юрту) — муниципальное образование в составе Сакского района Республики Крым России.

## География
Поселение расположено на севере района, в степном Крыму, у границы с Раздольненским районом. Граничит на востоке с Виноградовским, на юге с Вересаевским и на западе с Добрушинским сельскими поселениями.
Площадь поселения 98,02 км².
Основная транспортная магистраль: автодорога 35К-015 Раздольное — Евпатория (по украинской классификации — автодорога Т-0111).

## Население
| 2001  | 2014  | 2015  | 2016  | 2017  | 2018  | 2019  |
| ----- | ----- | ----- | ----- | ----- | ----- | ----- |
| 1630  | ↘1296 | ↗1299 | ↗1302 | ↘1287 | ↘1278 | ↗1281 |
| 2020  | 2021  |       |       |       |       |       |
| ↘1278 | ↗1344 |       |       |       |       |       |

## Состав сельского поселения
В состав поселения входят 2 населённых пункта:
| № | Населённый пункт | Тип населённого пункта | Население на 2014 год |
| - | ---------------- | ---------------------- | --------------------- |
| 1 | Столбовое        | село, центр            | ↘1082                 |
| 2 | Лушино           | село                   | ↘214                  |

## История
В 1978 году был создан Столбовской сельский совет. С 12 февраля 1991 года сельсовет в восстановленной Крымской АССР, 26 февраля 1992 года переименованной в Автономную Республику Крым. С 21 марта 2014 года в составе Крыма аннексировано Россией. Законом «Об установлении границ муниципальных образований и статусе муниципальных образований в Республике Крым» от 4 июня 2014 года территория административной единицы была объявлена муниципальным образованием со статусом сельского поселения.